# Ammotrechula schusterae
Ammotrechula schusterae es una especie de arácnido  del orden Solifugae de la familia Ammotrechidae.

## Distribución geográfica
Se encuentra en El Salvador y Nicaragua.